# Condylostylus luteicoxa
Condylostylus luteicoxa är en tvåvingeart som beskrevs av Octave Parent 1929. Condylostylus luteicoxa ingår i släktet Condylostylus och familjen styltflugor. Inga underarter finns listade i Catalogue of Life.